# Berg-Kuhschelle
Die Berg-Kuhschelle (Pulsatilla montana), auch Berg-Küchenschelle genannt, ist eine Pflanzenart aus der Gattung der Kuhschellen (Pulsatilla) innerhalb der Familie der Hahnenfußgewächse (Ranunculaceae). 

## Beschreibung

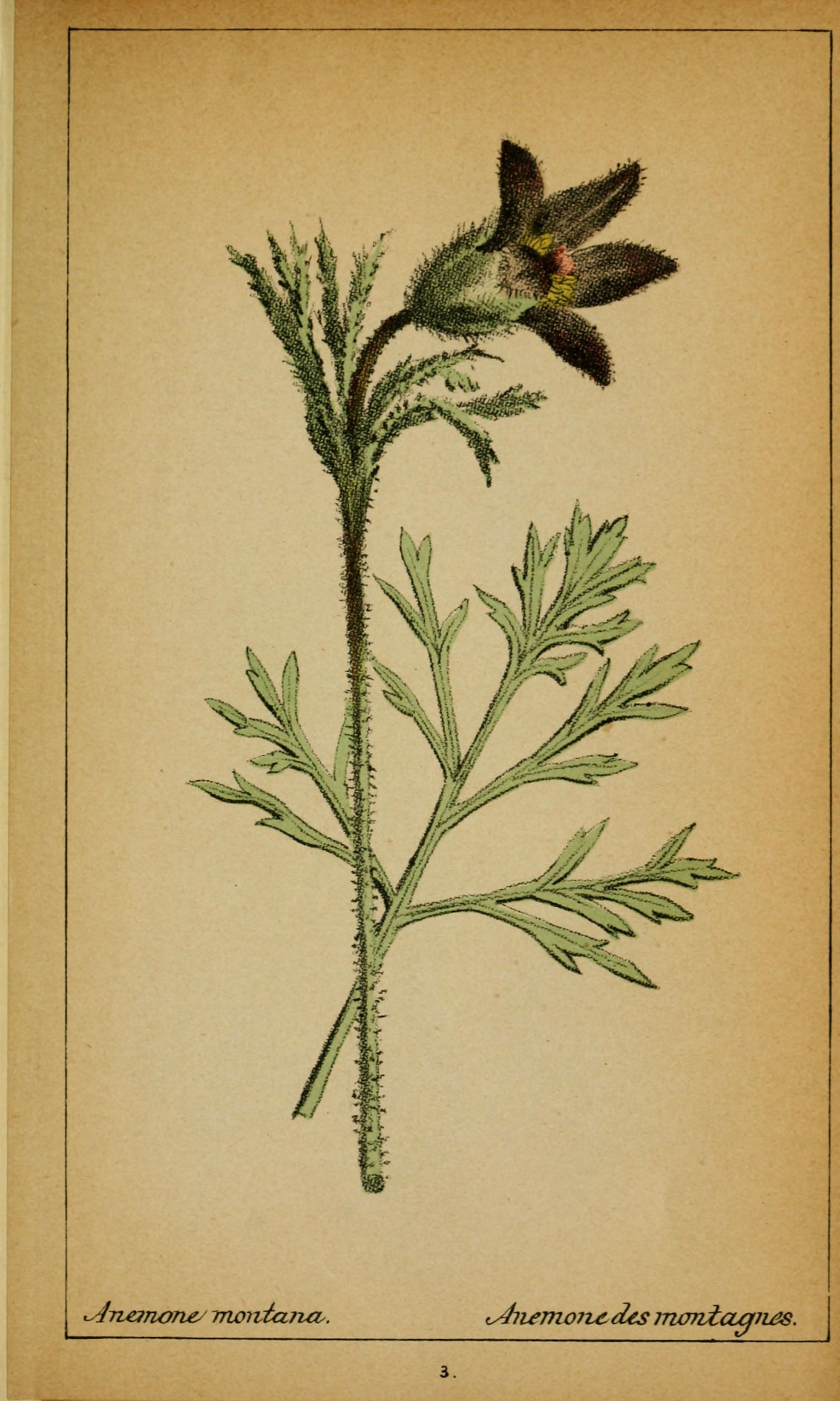
Illustration aus Choix de plantes de l'Europe centrale et particulièrement de la Suisse et de la Savoie, Tafel 3

### Vegetative Merkmale
Die Berg-Kuhschelle ist eine behaarte, mehrjährige, krautige Pflanze, die Wuchshöhen von 10 bis 20 Zentimetern erreicht. Der Stängel ist aufrecht.
Die Grundblätter erscheinen erst während der Blütezeit und sterben im Herbst ab. Sie sind langgestielt, gefiedert und besitzen fiederteilige Abschnitte sowie schmale, zugespitzte, behaarte Zipfel; diese sind schmaler als bei Hallers Küchenschelle (Pulsatilla halleri). Die Blätter haben keinen seidigen Glanz. 

### Generative Merkmale
Die Blütezeit reicht von April bis Mai. Die Hochblatthülle weist verwachsene, tief zerschlitzte, linealische Zipfel auf und ist stark behaart.
Die zwittrigen Blüten sind endständig und nickend. Die meist sechs Blütenhüllblätter sind schwarz- bis dunkelblauviolett gefärbt, 20 bis 30 Millimeter lang und außen zottig behaart.
Die Früchtchen sind rauhaarig. Die Griffel sind bis zu 30 Millimeter lang und abstehend behaart.
Die Chromosomenzahl beträgt 2n = 16.

## Vorkommen
Das Verbreitungsgebiet erstreckt sich über die Alpen (Südwestalpen, Wallis, Vintschgau und Südalpen), die Karpaten und den Balkan. Pulsatilla montana kommt vom Tal bis in Höhenlagen von 2000 Metern auf kalkhaltigen Böden in sehr trockenen Lagen vor.
Die ökologischen Zeigerwerte nach Landolt et al. 2010 sind in der Schweiz: Feuchtezahl F = 1+ (trocken), Lichtzahl L = 4 (hell), Reaktionszahl R = 4 (neutral bis basisch), Temperaturzahl T = 3+ (unter-montan und ober-kollin), Nährstoffzahl N = 2 (nährstoffarm), Kontinentalitätszahl K = 5 (kontinental).

## Systematik
Die Erstbeschreibung erfolgte 1826 unter dem Namen (Basionym) Anemone montana durch David Heinrich Hoppe in Jacob Sturm: Deutschlands Flora in Abbildungen nach der Natur mit Beschreibungen ... Abth. 1, 12, Heft 46, Tafel 4. Die Neukombination zu Pulsatilla montana (Hoppe) Rchb. wurde 1832 durch Ludwig Reichenbach in Flora Germanica Excursoria, Seite 733 veröffentlicht.
Von Pulsatilla montana gibt es etwa sechs Unterarten:
- Pulsatilla montana subsp. balkana (Velen.) Zamels & Paegle (Syn.: Pulsatilla balkana Velen., Pulsatilla montana subsp. australis (Heuff.) Zämelis & Paegle): Sie kommt in Bulgarien, in Rumänien und im früheren Jugoslawien vor.[3][2]
- Pulsatilla montana subsp. bulgarica Rummelspacher, kommt in Bulgarien und im früheren Jugoslawien vor.[3]
- Pulsatilla montana (Hoppe) Rchb. subsp. montana: Sie kommt in Frankreich, in der Schweiz, in Italien und im früheren Jugoslawien vor.[3]
- Pulsatilla montana subsp. jankae (F.W.Schultz) Zamels & Paegle (Syn.: Pulsatilla dacica (Rummelsp.) Tzvelev, Pulsatilla montana subsp. dacica Rummelsp.): Sie kommt nur in Rumänien und im früheren Jugoslawien vor.[3][2]
- Pulsatilla montana subsp. olympica Voliotis: Dieser Endemit kommt in Griechenland nur am Olymp vor.[3] Sie ist vielleicht ein Synonym von Pulsatilla halleri subsp. rhodopaea (Stoj. & Stef.) K.Krause.[2]
- Pulsatilla montana subsp. slaviankae Rummelspacher (Syn.: Pulsatilla slaviankae (Rummelsp.) Jordanov & Kožuharov, Pulsatilla velezensis subsp. slaviankae W.Zimm.): Sie kommt in Griechenland, in Bulgarien und im früheren Jugoslawien vor.[3][2]

In der Schweiz kommt die Hybride Bozen-Anemone Pulsatilla ×bolzanensis Murr vor. Sie ist wohl entstanden als Pulsatilla montana x Pulsatilla vernalis und kommt lokal im Wallis vor. Die Chromosomenzahl ist 2n = 16.